# James Reginald Colley
Pour les articles homonymes, voir Colley (homonymie).
James Reginald Colley (24 mai 1880-8 novembre 1968) est un homme politique canadien de la Colombie-Britannique. Il est député provincial libéral de la circonscription britanno-colombienne de Kamloops de 1924 à 1928 et de 1924 à 1928.

## Biographie
Né à York dans le Yorkshire, Colley est maire de la ville de Kamloops de 1923 à 1924.
Colley meurt à Victoria en 1968 à l'âge de 88 ans. Il est inhumé au Pleasant Street Cemetery de Kamloops.